# Шови
Шо́ви (груз. შოვი) — бальнео-климатический горный курорт в Грузии.

## Описание
Расположен в 25 км северо-восточнее районного центра Они на склонах Главного Кавказского хребта в долине реки Чанчахи (бассейн Риони). 7 км до границы с Россией (Северная Осетия).
Средняя температура июля 16 °C, средняя температура января −6 °C; осадков 1103 мм в год.
Углекислые гидрокарбонатные кальциево-натриевые источники. Лечение заболеваний органов дыхания нетуберкулёзного характера, пищеварения, нервной системы. Пансионаты, поликлиника.
Изучение вод Шови началось в 1923 году. Сам курорт Шови был основан в 1933 году.

## Уничтожение курорта в результате схода оползня
3 августа 2023 года курорт Шови очень серьезно пострадал при сходе оползня. Курорт и прилегающие территории накрыло 2 млн кубометров земли, 19 человек объявлены погибшими,16 пропали без вести. Через 3 дня мэр Тбилиси Каха Каладзе в интервью «Первому каналу Грузинского телевидения» заявил, что курорт Шови полностью уничтожен.